# Aeroportul New Ishigaki
Aeroportul New Ishigaki (IATA: ISG, ICAO: ROIG) este un aeroport din Ishigaki, Prefectura Okinawa, Japonia ce deservește zona Yaeyama Islands⁠(d). Aeroportul a fost tranzitat în 2023 de 2.612.623 de pasageri. A fost deschis în 7 martie 2013 și numit după Insula Ishigaki.
Situat la o altitudine de 31 m, aeroportul dispune de o singură pistă. Este operat de Ishigaki Air Terminal⁠(d).